# Liste der Geotope im Landkreis Goslar
Die Liste der Geotope im Landkreis Goslar nennt die Geotope im Landkreis Goslar in Niedersachsen. Einige dieser Geotope stehen zugleich als Naturdenkmal (ND), Landschaftsschutzgebiet (LSG), Naturschutzgebiet (NSG) oder Teil von diesen unter Schutz.
| Geotop-Nr. | Bezeichnung                                                              | Ort | Bemerkung | Koordinaten                      | Bild               |
| ---------- | ------------------------------------------------------------------------ | --- | --- | -------------------------------- | ------------------ |
| 3927/02    | Karstquelle Kirschensoog                                                 | an der Straße Alt-Wallmoden-Sehlde | Geotoptyp: Karstquelle. Länge 40 m, Breite 20 m. Die Quelle schüttet teilweise bis zu 3.000 l in der Sekunde. Stratigraphie: Oberkreide, Turon-Plänerkalken. Naturdenkmal ND GS 157. | 52° 1′ 15,2″ N, 10° 16′ 32,5″ O  | weitere Bilder     |
| 3927/04    | Bodensteinerklippen Hilssandstein                                        | ca. 3 km O von Mahlum (Lutter, nordwestl. Bodenstein 1 km), Baddeckenstedt                                                                                               | Geotoptyp: Klippen. Fläche 75 ha. Stratigraphie: Unterkreide. Naturdenkmal ND GS 64 | 52° 0′ 18″ N, 10° 12′ 50,4″ O    | weitere Bilder     |
| 3928/01    | Profil vom Oberalb bis Oberturon                                         | zwischen Othfresen und Liebenburg | Geotoptyp: Richtprofil. Länge 400 m, Breite 50 m, Höhe 20 m. Stratigraphie: Unter- und Oberkreide. Im Landschaftsschutzgebiet LSG GS 40. | 52° 0′ 36,7″ N, 10° 24′ 8,3″ O   |                    |
| 3928/02    | Kalkerzfazies, ehem. Tagebau Eisenerzgrube "Ida"                         | bei Othfresen, Liebenburg | Geotoptyp: Richtprofil. Länge 200 m, Breite 20 m, Höhe 8 m. Stratigraphie: Unterkreide, Neokom bis Unterkreide, Unter-Hauterive u. Ober-Valendis. Im Landschaftsschutzgebiet LSG GS 40. | 52° 1′ 21,4″ N, 10° 23′ 40,2″ O  |                    |
| 3928/06    | Grevelquelle                                                             | Liebenburg, südöstl. Othfresen, Flur 7, Parzelle 315/118. Am Wege von Heissum nach dem Mehlenberg, dort, wo der Weg nach Heimerode abzweigt, genau westlich Punkt 180,0. | Geotoptyp: Periodische Quelle. Fläche 1 m². Stratigraphie: Quartär. Naturdenkmal ND GS 111. | 52° 0′ 3,6″ N, 10° 24′ 30,2″ O   |                    |
| 4027/01    | Kersantitgang an einer Wegböschung                                       | westlich der Innerstetalsperre, Gemeindefreies Gebiet Harz. | Geotoptyp: Periodische Quelle. Fläche 1 m². Stratigraphie: spätes Oberkarbon. Petrographie: Kersantitgang durchschlägt auf ca. 8 km Länge die sedimentäre Gesteinsabfolge. Im Landschaftsschutzgebiet LSG-GS 34. | 51° 54′ 36″ N, 10° 16′ 14,5″ O   |                    |
| 4027/02    | Dolomitbreccie über Zechsteinkalk                                        | Seesen, am Solhopberg. | Geotoptyp: Gesteine. Länge 300 m, Breite 100 m, Höhe 10 m. Stratigraphie: Perm-Zechstein 1. Petrographie: grauer, feinkristalliner, z. T. angedeutet oolithisch, etwas dolomit-, bituminös und mittel- bis dickbankiger Zechsteinkalk der "Hessischen Fazies". | 51° 54′ 29,5″ N, 10° 12′ 2,9″ O  |                    |
| 4027/03    | Konglomerate des Ober-Rotliegenden                                       | Seesen, am Solhopberg. | Geotoptyp: Gesteine. Höhe 1 m. Fläche 100 m², einige Meter lang und hoch. Stratigraphie: Perm - Ober-Rotliegendes. Petrographie: Korngrößen bis 2 cm, Konglomerat aus Harzgesteinen, Bindemittel im unteren Teil des Aufschlusses tonig, im oberen Teil sandig. | 51° 54′ 28,1″ N, 10° 12′ 17,6″ O |                    |
| 4027/04    | Hilssandstein, ehemalige Steinbrüche                                     | Lutter am Barenberge, am Flöteberg. | Geotoptyp: Gesteine. Länge 150 m, Breite 100 m, Höhe 15 m. Fläche 4 ha. Stratigraphie: Unterkreide, Alb. Petrographie: Hilssandstein 30–40 m mächtig, fein- bis mittelkörnig, mürbe-absandend bis etwas fest und hart; frisch: hellgrünlich-grau; dichtbankig bis massig. Im Landschaftsschutzgebiet LSG-GS 34. | 51° 59′ 19,7″ N, 10° 17′ 39,8″ O |                    |
| 4027/08    | Rest einer eiszeitlichen Endmoräne                                       | Gemeindefreies Gebiet Harz | Geotoptyp: Endmoräne. Höhe 3 m. Fläche 1000 m², etwa quer zur Innerste gelegener Stumpf einer eiszeitlichen Endmoräne. Stratigraphie: Quartär-Pleistozän. Petrographie: Im Landschaftsschutzgebiet LSG-GS 36. | 51° 54′ 54″ N, 10° 18′ 18,4″ O   |                    |
| 4028/01    | Ehem. Steinbruch Sudmerberg-Konglomerat                                  | Goslar. | Geotoptyp: Gesteine. Länge 40 m, Breite 30 m, Höhe 10 m. Fläche 4000 m². Stratigraphie: Oberkreide, Santon. Petrographie: mittel- bis dickbankige, sandig-glaukonitische Kalksteine bis organogene Trümmerkalksteine, z. T. konglomeratischer Charakter. Im Landschaftsschutzgebiet LSG-GS 6. | 51° 54′ 55,1″ N, 10° 27′ 52,2″ O |                    |
| 4028/02    | Hilssandstein transgredierend auf Malm                                   | in der Ratssandgrube bei Goslar. | Geotoptyp: Erosionsdiskordanz. Länge 260 m, Breite 40 m, Höhe 10 m. Fläche 500 m². Unter der Transgressionsfläche tritt auf Korallenoolith u. Kimmeridge eine etwa 20–60 cm lateritische Bodenbildung auf. Stratigraphie: Jura, Malm bis Unterkreide, Alb. Petrographie: Unter der Transgressionsfläche tritt auf Korallenoolith u. Kimmeridge eine etwa 20–60 cm lateritische Bodenbildung auf. Naturdenkmal ND-GS 30. | 51° 54′ 34,9″ N, 10° 26′ 59,3″ O |                    |
| 4028/03    | Klusfelsen am Petersberg in Goslar                                       | Goslar, Am Petersberg, nordnordwestlich der Ruine. | Geotoptyp: Gangbildung. Länge 15 m, Breite 8 m, Höhe 12 m. Es handelt sich um einen Erosionsrest von Hilssandstein im Bereich der Aufrichtungszone vor der Harzrandaufschiebung. Stratigraphie: Unterkreide, Alb. Petrographie: Hilssandstein 8–20 m mächtig, hellgelblich-hellbräunlich, mittelkörnig; sehr steil bis überkippt. Naturdenkmal ND-GS 169, im Landschaftsschutzgebiet LSG-GS 1.                          | 51° 54′ 44,3″ N, 10° 26′ 40,6″ O | weitere Bilder     |
| 4028/04    | Neokom-Transgression mit "Kalkherz"                                      | Goslar, im Steinkamp bei Oker. | Geotoptyp: Diskordanz. Länge 10 m, Breite 5 m, Höhe 3 m. Fläche 8000 m². Stratigraphie: Jura, Kimmeridge/Neokom. Petrographie: Kalkstein mit Brauneisenstein-Geröllchen auf Kimmeridge-Kalken "Kalkerz" mit Muschel- und Brachiopoden-Geröllchen. | 51° 54′ 18,4″ N, 10° 28′ 18,1″ O |                    |
| 4028/05    | Unterkreide transgredierend auf Lias zeta, ehem. Eisenerztagebau         | Liebenburg, Glockenberg. | Geotoptyp: Erosionsdiskordanz. Länge 200 m, Breite 100 m, Höhe 50 m. Fläche 1 ha. Stratigraphie: Trias, gesamtes Neokom-Profil bis Jura, Neokom. Petrographie: Marin-sedimentär entstandenes Eisenerz/Trümmereisenerz des Neokom liegt trasgressiv auf Lias und Resten von Dogger alpha. Im Landschaftsschutzgebiet LSG-GS 40 "Salzgitterscher Höhenzug".                                                               | 51° 58′ 44″ N, 10° 25′ 58,1″ O   |                    |
| 4028/06    | Neokom-Transgression auf Muschelkalk, ehem. Eisenerztagebau Fortuna-Süd  | Liebenburg/Groß Döhren. | Geotoptyp: Diskordanz. Länge 30 m, Höhe 6 m. Fläche 100 m². Aufgeschlossen ist Wellenkalk, der überkippt lagert und diskordant von steilstehenden Felsentrümmererzen der Unterkreide überlagert wird. | 51° 59′ 44,2″ N, 10° 25′ 32,5″ O |                    |
| 4028/12    | Findling bei der Thie-Linde                                              | Liebenburg, in Dörnten, vor Ringstraße 13. | Geotoptyp: Findling. Länge 1,2 m, Breite 0,9 m, Höhe 0,5 m. Quarzitischer, mittelkörniger hellgrauer Sandstein mit weißen Quarzgeröllen bis zu 2 cm Durchmesser, vermutlich unterkambrischer konglomeratischer Hardeberga-Sandstein aus Südschweden. 5 m nördlich petrographisch identisches Bruchstück von 1 × 0,5 m. Stratigraphie: Quartär (Gesteinsalter: Kambrium). Petrographie: Sandstein.                       | 51° 58′ 31,4″ N, 10° 23′ 56″ O   |                    |
| 4029/02    | Neokom-Transgression mit 'Kalkherz' auf Ober-Kimmeridge-Kalken           | Bad Harzburg, am Langenberg bei Oker. | Geotoptyp: Diskordanz. Länge 15 m, Breite 10 m, Höhe 6 m. Aufgeschlossen sind dickbankige und knollige bis konglomeratische weißgraue Kalksteine des mittleren Kimmeridge. Diese Kalksteine stellen eine besondere Fazies des Neokom dar. Stratigraphie: Jura, Ober-Kimmeridge bis Unterkreide, Hauterive. Petrographie: "Kalkherz" = besondere Fazies des Hauterive (Neokom). Naturdenkmal ND-GS 170.                  | 51° 54′ 14,4″ N, 10° 29′ 56,4″ O |                    |
| 4029/04    | Findling Radaumühle                                                      | Bad Harzburg | Geotoptyp: Findling. Länge 3,2 m, Breite 2,2 m, Höhe 1,3 m. Findling mittelgrober rötlicher Granitgneis mit zumeist deutlich ausgeprägter Bänderung, liegt am Nordrand einer ausgebeuteten Kiesgrube, von der Straße Harlingerode-Bettingerode durch einen Graben getrennt. Form: Kantengerundet. Gewicht ca. 11 t. Stratigraphie: Quartär (Gesteinsalter: Präkambrium). Petrographie: Granitgneis.                     | 51° 54′ 57,6″ N, 10° 32′ 55,7″ O |                    |
| 4127/03    | Schichtenfolge vom Unteren Mitteldevon bis zum höheren Oberdevon         | Langelsheim | Geotoptyp: Richtprofil. Länge 400 m, Höhe 6 m. Stratigraphie: Devon (Unterer Mitteldevon bis höheres Oberdevon). Petrographie: synsedimentäre Rutschmassen, Großsattel bis zum Sattelkern sichtbar, Kellwasserkalk. | 51° 52′ 45,1″ N, 10° 17′ 1,3″ O  |                    |
| 4127/04    | Kalkklippe aus zwei synsedimentär übereinander geglittenen Schollen      | Gemeindefreies Gebiet Harz | Geotoptypen: Felsturm, Subagnatische Rutschung. Länge 30 m, Höhe 3 m. Fläche 40 m². Stratigraphie: Devon, Adorf-Stufe. | 51° 52′ 39,7″ N, 10° 15′ 23″ O   |                    |
| 4127/06    | Sedimentstrukturen im ehemaligen Steinbruch Jung                         | Langelsheim | Geotoptyp: Sedimentstrukturen. Länge 50 m, Höhe 20 m. Fläche 1 ha. Stratigraphie: Karbon (Unterkarbon III beta). Petrographie: Sedimentstrukturen in Kulmgrauwacke, mucronatus-Zone, angeschnittene Großfalte. | 51° 48′ 54,7″ N, 10° 16′ 57″ O   |                    |
| 4128/02    | Ausbiss des Schulenberger Gangzuges und Bergwerkshalden                  | Gemeindefreies Gebiet Harz | Geotoptypen: Mineralien, Gang (Pingen, Halden). Länge 200 m, Breite 150 m. Stratigraphie: Karbon. Petrographie: Gangzug vorwiegend mit Quarz (z. T. Bergkristall) erfüllt, daneben Karbonate und Gangbreccie, spurenweise Buntmetallerze. | 51° 49′ 50,5″ N, 10° 24′ 14,8″ O |                    |
| 4128/04    | Ratsschiefergrube                                                        | Goslar | Geotoptyp: Gesteine. Fläche 7 ha, mehrere Gruben. Dachschiefergewinnung ab dem 13. Jahrhundert, Abbau heute stillgelegt. Stratigraphie: Mitteldevon, Wissenbacher Schiefer. Im Landschaftsschutzgebiet LSG-GS 23. | 51° 53′ 14,6″ N, 10° 23′ 14,6″ O |                    |
| 4128/05    | Steilwand                                                                | Gemeindefreies Gebiet Harz. An der B 498 bei km 11,5 an den Birkenköpfen.                                                                                                | Geotoptyp: Gesteine. Breite 20 m, Höhe 10 m. Stratigraphie: Devon. Petrographie: Calceola-Schichten mit Korallenstöcken (fossiler Meeresboden). Naturdenkmal ND GS 179. | 51° 51′ 29,2″ N, 10° 27′ 40,7″ O |                    |
| 4128/08    | Ahrensberger Klippen                                                     | Gemeindefreies Gebiet Harz, nördlich der Hauptsperrmauer des Okerstausees.                                                                                               | Geotoptyp: Felsturm. ca. 1.000 m². Stratigraphie: Karbon. Naturdenkmal ND GS 62. | 51° 51′ 16,2″ N, 10° 27′ 55,1″ O |                    |
| 4128/09    | Wegböschung und Schurf Kellwassertal                                     | Gemeindefreies Gebiet Harz. | Geotoptyp: Gesteine. Stratigraphie: Oberdevon. Petrographie: Clausthaler Kulmfaltenzone, Fossilien, Kellwasserkalke. | 51° 49′ 11,3″ N, 10° 26′ 54,6″ O |                    |
| 4128/14    | Adlerklippen, Ziegenrückenklippe, Studentenklippen, Treppenstein         | Goslar, Staatsforst Bad Harzburg, Abt. 429, nordnordwestlich der Kästeklippen.                                                                                           | Geotoptyp: Felsturm. Fläche 4 ha. Stratigraphie: Karbon. Petrographie: Wollsack-Verwitterung. Naturdenkmal ND GS 155 "Treppenstein". | 51° 52′ 37,2″ N, 10° 28′ 16,3″ O | Ziegenrückenklippe |
| 4128/15    | Wasserfallfelsen                                                         | Gemeindefreies Gebiet Harz, Romkerhalle/Okertal. | Geotoptyp: Gesteine. Breite 100 m, Höhe 60 m. Stratigraphie: oberes Mitteldevon bis Oberdevon. Petrographie: geringmächtige kalkige Fazies mit einem grau-grün-schwarz gebändertem Tonschiefer und einzelnen Kalksteinbänken. Im Landschaftsschutzgebiet LSG-GS 35 "Naturpark Harz im Gebiet des Landkreises Wolfenbüttel".                                                                                             | 51° 51′ 33,8″ N, 10° 28′ 17″ O   | weitere Bilder     |
| 4128/18    | Ehem. Steinbruch, Kommunionsteinbruch                                    | Goslar, am Rammelsberg. | Geotoptyp: Fossilien. Länge 150 m, Höhe 30 m. Stratigraphie: Unterdevon. Petrographie: artenreiche Fauna in Sand- und Tonsteinen des Unterdevon (Ober-Ems, Nessigig und Schalker Schichten). Im Naturschutzgebiet NSG-BR 58 "Blockschutthalden am Rammelsberg". | 51° 53′ 20,8″ N, 10° 25′ 31,1″ O |                    |
| 4129/01    | Gabbro und Hornfels an einer Straßenböschung                             | Bad Harzburg. | Geotoptyp: Gesteine. Länge 100 m. Stratigraphie: Karbon. Petrographie: Harzburger Gabbro mit Assimilationstadien von Nebengestein, Aplit- und Quarzgänge Hornfels. | 51° 51′ 23,8″ N, 10° 32′ 54,2″ O |                    |
| 4129/03    | Scharenberghöhle                                                         | Bad Harzburg, Schlewecke, Pfarrer-Hackethal-Str. | Geotoptyp: Höhle. Länge 10 m, Breite 5 m, Höhe 5 m. Stratigraphie: Oberkreide, Senon. Petrographie:grau-braune phoshorit- und brauneisensteinreiche Sandsteine und Mergel des Untersenons, fast saiger Lagerung. Naturdenkmal ND GS 78. | 51° 53′ 45,6″ N, 10° 32′ 7,4″ O  |                    |
| 4129/04    | Hochmoor im Naturschutzgebiet "Oberharz"                                 | Goslar, bei Torfhaus. | Geotoptyp: Hochmoor. Durchmesser ca. 500 m. Stratigraphie: Quartär-Holozän. Im Naturschutzgebiet NSG BR 006 "Oberharz". | 51° 48′ 9,4″ N, 10° 33′ 12,6″ O  |                    |
| 4129/05    | Quarzgang                                                                | Gemeindefreies Gebiet Harz, am Elfenstein. | Geotoptyp: Gang. Länge 30 m, Breite 10 m, Höhe 10 m. Stratigraphie: vermutlich Oberkarbon bis evtl. post-variskisch. Petrographie: Im Kontaktbereich wurden die Kulmtonschiefer kontaktmetamorph zu Hornfelsen umgebildet. | 51° 52′ 42,2″ N, 10° 31′ 52,7″ O |                    |
| 4129/08    | Moore/Marienbruch/Torfmoor                                               | Gemeindefreies Gebiet Harz. | Geotoptyp: Moor. Stratigraphie: Quartär. Petrographie: Saligenes-, Hangbach-, exzentrische Hoch-, Gipfel-, Kamm-, Sattel-, Komplexmoore. | 51° 49′ 50,2″ N, 10° 31′ 41,9″ O |                    |
| 4227/13    | Ehemaliger Grauwacke-Steinbruch                                          | Gemeindefreies Gebiet Harz, NE Bad Grund. | Geotoptyp: Gesteine. Stratigraphie: Oberkarbon. Petrographie: senkrecht aufgerichtete NW-Flanke einer größeren Biegefalte, die den Übergang von einem Sattel zu einer Mulde bildet. Im Landschaftsschutzgebiet LSG-GS 34 "Naturpark Harz". | 51° 47′ 53,9″ N, 10° 17′ 7,8″ O  |                    |
| 4228/01    | Diabasgestein an einer Böschung des Huttaler Grabens                     | Gemeindefreies Gebiet Harz, ca. 3 km SE Clausthal. | Geotoptyp: Gesteine. Länge 500 m, Höhe 3 m. Stratigraphie: Devon bis Karbon. Im Landschaftsschutzgebiet LSG-GS 34 "Naturpark Harz". | 51° 47′ 8,5″ N, 10° 22′ 50,5″ O  |                    |
| 4229/02    | Diabaserguß als Kissenlava                                               | ca. 0,5 km S St. Andreasberg, Silberhütte im Wäschegrund. | Geotoptypen: Gesteine, Lavakissen. Länge 70 m, Höhe 6 m. Runde Lavakissen 30–40 cm. Fläche 500 m². Stratigraphie: Devon bis Karbon. Naturdenkmal ND GS 45 im Landschaftsschutzgebiet LSG-GS 34. | 51° 42′ 18,7″ N, 10° 31′ 5,9″ O  |                    |
| 4229/06    | Granite und Schollen des Plutodaches, ehem. Steinbruch im NSG "Oberharz" | Gemeindefreies Gebiet Harz, ca. 4 km NW Braunlage. | Geotoptyp: Gesteine. Länge 120 m, Höhe 20 m. 12 m × 4 m großes flaches Sohlengewässer. Stratigraphie: Karbon. Petrographie: Granit mit Grauwackenschollen. Im Naturschutzgebiet NSG BR 006 "Oberharz". | 51° 45′ 7,6″ N, 10° 33′ 56,5″ O  |                    |
| 4229/08    | Hohe Klippen                                                             | Gemeindefreies Gebiet Harz, ca. 3,5 km WNW Braunlage. | Geotoptypen: Blockhalde, Klippe. Höhe 45 m. Fläche ca. 8 ha. Sehr steiler WSW-Hang zur Oderniederung mit schroffen Felsklippen + vorgelagerten Blockschutthalden. Naturdenkmal ND GS 146 im Naturschutzgebiet NSG-HI / NWR 21. | 51° 44′ 10,7″ N, 10° 33′ 35,6″ O |                    |
| 4229/12    | "Große Klippe" mit oberflächenparallelen Absonderungen im Brockengranit  | Braunlage, ca. 1 km S des Wurmberges. | Geotoptyp: Klippe. Länge 30 m, Höhe 45 m. Stratigraphie: Karbon. Petrographie: Quarzitklippen mit oberflächenparallelen Verwitterungen. Naturdenkmal ND-GS 32. | 51° 44′ 52,1″ N, 10° 36′ 51,1″ O |                    |
| 4229/14    | Stollenmundloch St. Andreasberg                                          | Sankt Andreasberg. | Geotoptyp: Gesteine. Petrographie: quarzkernreiche, turbiditische Flinzkalkbänke den kontinuierlichen Übergang von den unterlagernden massigen Quarziten zur Flinzfazies. Im Landschaftsschutzgebiet LSG-OHA 10 "Harz". | 51° 42′ 45″ N, 10° 31′ 36,8″ O   | weitere Bilder     |